# Jacob Wiley
Jacob Daniel Wiley (Long Beach, California, 4 de septiembre de 1994) es un baloncestista estadounidense que pertenece a la plantilla del BC Rytas de la LKL lituana. Con 2,03 metros de estatura, juega en la posición de ala-pívot.

## Trayectoria deportiva

### Universidad
Jugó una temporada con los Grizzlies de la Universidad de Montana, en la que apenas dispuso de minutos en los 20 partidos en los que participó. Dejó el equipo y se fue a jugar a la pequeña universidad de Lewis–Clark State, donde en su temporada júnior promedió 14,9 puntos, 7,5 rebotes y 1,4 tapones, que le valieron para ser incluido en el primer equipo All-American de la NAIA.
En 2016 regresó a la NCAA de la mano de los Eagles de la Universidad de Washington Oriental, donde jugó una cuarta temporada, en la que promedió 20,4 puntos, 9,1 rebotes, 2,4 asistencias y 2,8 tapones por partido, lo que le valió para ser incluido en el mejor quinteto de la Big Sky Conference y ser elegido además Jugador del Año.

### Profesional
Tras no ser elegido en el Draft de la NBA de 2017, fue invitado por los Brooklyn Nets para disputar las Ligas de Verano, donde en cuatro partidos promedió 2,5 puntos y 4,5 rebotes. En el mes de agosto firmó un contrato de dos vías con los Nets, para jugar también en su filial de la G League, los Long Island Nets. En 2019, llega al Herbalife Gran Canaria de la Liga Endesa donde fue el artífice de la recuperación del juego del equipo en la segunda mitad de la temporada. La temporada 2019-2020 ficha con el Panathinaikos de la liga griega, donde tiene poco protagonismo. El 17 de julio de 2020, se confirma su regreso al Herbalife Gran Canaria por dos temporadas. El 28 de noviembre de 2020 es diagnosticado de COVID-19, que sumándose al resto de problemas de otros integrantes del Herbalife Gran Canaria, dejaron en una situación crítica al equipo de cara a la ventana clasificatoria.
El 26 de febrero de 2021, es cedido al Casademont Zaragoza de la Liga Endesa, hasta el final de la temporada, tras la cual el Club Baloncesto Gran Canaria y el jugador llegan a un acuerdo de rescisión del contrato que les unía.
El 5 de julio de 2021, firma por el KK Budućnost Podgorica de la Liga Montenegrina de Baloncesto.
El 1 de febrero de 2022, se incorpora a las filas del Real Betis Baloncesto de la Liga Endesa.
El 24 de mayo de 2022, firma por el Shiga Lakestars de la B.League japonesa.
El 6 de julio de 2023, firma por los Adelaide 36ers de la NBL.
El 20 de febrero de 2024, firma por el Fundación Club Baloncesto Granada de la Liga Endesa.
El 8 de agosto de 2025 firmó contrato con el BC Rytas de la LKL lituana y  la Basketball Champions League.

## Estadísticas de su carrera en la NBA

### Temporada regular
| Año     | Equipo   | PJ | PT | MPP | %TC  | %3P  | %TL  | RPP | APP | ROB | TPP | PPP |
| ------- | -------- | -- | -- | --- | ---- | ---- | ---- | --- | --- | --- | --- | --- |
| 2017-18 | Brooklyn | 5  | 0  | 6.6 | .250 | .500 | .500 | 2.2 | .4  | .2  | .0  | .8  |
| Total   | Total    | 5  | 0  | 6.6 | .250 | .500 | .500 | 2.2 | .4  | .2  | .0  | .8  |